# 奈知未佐子
奈知 未佐子（なち みさこ、1951年〈昭和26年〉1月21日 - ）は、日本の漫画家。神奈川県出身。
水木しげるのアシスタントを経て、第3回「小学館新人コミック大賞」の少女まんが部門に入選し、1979年、『週刊少女コミック 増刊DELUXE：1月27日号』（小学館）に入選作『時のない家』が掲載されデビュー。
1997年、「越後屋小判」で日本漫画家協会賞優秀賞を受賞。日本昔話のような作品や西洋を舞台にしたファンタジー作品が多く見受けられる。
『月刊フラワーズ』にて「ショートメルヘン」を連載中。

## 作品リスト

### 童話
- 世界名作絵ものがたり―グリム童話 第3卷：赤ずきん（集英社、1984年3月、原作：グリム兄弟、でいれいこ・文）ISBN 978-4082580032

### コミックス
- 世界の歴史 第6卷：近代の夜明け ルネッサンス 〈中公コミックス〉（中央公論社、1984年5月、監修：手塚治虫、絵：奈知未佐子）
- キャサリンの場合 〈サンリオロマンスコミックス〉（サンリオ、古書. 1984年8月・新書. 1989年10月）
- 「ロメオとジュリエット」 プロコフィエフ(世界名作バレエシリーズ4) 〈トモ・ミューズ・コミックス〉（音楽之友社、1986年6月、制作：手塚プロダクション、作画：奈知未佐子）ISBN 978-4276345546
- 新しい コミック略画集（梧桐書院、1986年9月、奈知未佐子、グループキャロット・絵）ISBN 978-4340030057
- 君の瞳に恋してる！ 〈TVコミックス〉、上下巻（ワニブックス、1989年、原作：伴一彦、作画：奈知未佐子）

上. 1989年2月 ISBN 978-4847010804
下. 1989年3月 ISBN 978-4847010804
- 花渡り 〈創美社コミックス〉（創美社、1996年6月）ISBN 978-4420220231
- 螢の渡守 〈創美社コミックス』（創美社、1997年8月）ISBN 978-4420220323
- 風から聞いた話 〈YOUコミックス〉、全3卷（集英社、1998年 – 1999年）

1. 1998年3月 ISBN 978-4088624075
2. 1998年12月 ISBN 978-4088624358
3. 1999年11月 ISBN 978-4088624730

- 妖精のネジ（小学館文庫、2002年12月）ISBN 978-4091915016
- はぁとふるノート 〈フラワーコミックススペシャル〉（小学館、2003年5月26日）

月のあくび 星のうたたね ISBN 978-4406030052
雲のおしゃべり 風のうた ISBN 978-4091388919
- ビバ☆わたしのパスター(メニュー1) 〈E‐comix (Vol.3)〉（イーブック出版、2003年6月、著：柳川茂、絵：奈知未佐子）ISBN 978-4901271073
- flowers Garden 幻想の迷宮：「逆さ梯子」（小学館、2009年2月10日）ISBN 978-4091323378
- 珠玉の名作アンソロジー(1) 家族の情景：「メリーゴーランドに乗って」（小学館コミック文庫、2009年11月14日）ISBN 978-4091950116
- あなたが私に語ること 〜幸せな犬たちの物語〜 〈わんぱんちコミックス〉（少年画報社、2012年5月14日）ISBN 978-4785938406
- 珠玉の名作アンソロジー(5) どこかにある猫の国：「踊り火　跳ね提灯」、「幼枕」（小学館コミック文庫、2013年6月15日）ISBN 978-4091911605
- 100のしっぽ物語　いしかわさんの犬語り 〈フラワーコミックスα(アルファ)〉（小学館、2013年10月10日、語り部：石川利昭、絵：奈知未佐子）ISBN 978-4091355751
- あなたが私に語ること(2)　〜アニマル・コミュニケーター侑川十子の記録より〜 〈ねこぱんちコミックス〉（少年画報社、2014年7月14日）ISBN 978-4785953362

#### 奈知未佐子傑作集
1. 羊谷の伝説 〈プチフラワーコミックス〉（小学館、1986年2月）ISBN 978-4091785817
2. 天女の酒 〈プチフラワーコミックス〉（小学館、1988年5月）ISBN 978-4091785824
3. 銀の糸 〈プチフラワーコミックス〉（小学館、1990年8月）ISBN 978-4091785831
4. 天使の釣り鐘 〈プチフラワーコミックス〉（小学館、1991年5月）ISBN 978-4091785848

#### 奈知未佐子短篇集
越後屋小判 〈プチフラワーコミックス〉（小学館、1994年8月20日）ISBN 978-4091785855
月の馬 〈プチフラワーコミックス〉（小学館、1996年11月）ISBN 978-4091785862
紫姫の千の鶴 〈プチフラワーコミックス〉（小学館、1999年2月）ISBN 978-4091785879
魔女の手紙 〈プチフラワーコミックス〉（小学館、2001年9月）ISBN 978-4091785886
一日の最後に読みたい本。奈知未佐子自選短編集 〈フラワーコミックススペシャル〉（小学館、2011年4月8日）ISBN 978-4091338693
奈知未佐子短編集　〜思い出小箱の15粒〜 〈フラワーコミックスα(アルファ)〉（小学館、2013年8月9日）ISBN 978-4091355676

#### 単行本
- ウッディー・スノーのお客さん 〈来夢コミックス〉（光風社出版、1994年7月）ISBN 978-4875199557
- ロマン・コミックス 人物日本の女性史6「光明皇后」（世界文化社、2000年1月）ISBN 978-4418852062
- 空の星になった私のベビィ天使へ(赤ちゃんが欲しいシリーズ)（主婦の友社、2002年4月、作：佐々木真理、絵：奈知未佐子）ISBN 978-4072335086
- オフィス街の猫ニュー(風の文学館2) （新日本出版社、2003年6月、著：菊池俊、絵：奈知未佐子）ISBN 978-4406030052
- 山ばあばと影オオカミ(おはなしの森) （新日本出版社、2005年2月、著：小川英子、絵：奈知未佐子）ISBN 978-4406031646
- あけちゃダメ！（新日本出版社、2012年2月、作：小川英子、絵：奈知未佐子）ISBN 978-4406055468